# 天大将军九
天大將軍九（三角座β，β Tri）它是一對聯星，與地球的距離大約是127光年。它是三角座中最亮的星，但在拜耳命名法中是β星，視星等只有3.0等。
它是一對光譜聯星，軌道週期31.39天，離心率0.53，兩顆星之間的距離小於5天文單位。主星的光譜類型為A5IV，顯示它在演化上已經離開主序帶，現在是一顆次巨星。然而，這與由軌道推導得到的質量不一致，所以分類還不能確定。在依巴谷衛星的觀測資料中，它有0.0005星等的光度變化，是變光幅度最小的變星。
根據2005年的史匹哲太空望遠鏡的觀測結果報告，這個系統有過量的紅外線輻射。這種現象通常可以用周圍有岩屑盤來解釋，是溫度低於100K的塵埃發出的紅外線輻射。它被認為與恆星的距離在50至400天文單位。

## 名稱
- 阿拉伯人將天大將軍九（三角座β）與婁宿增六（三角座α）合稱為Al Mīzān，在阿拉伯文的意思是“秤桿”[12]。
- 在中國，稱為「天大將軍」，意思是天上的大將軍，屬於這個星官的有仙女座γ、英仙座φ、仙女座51、仙女座49、仙女座χ、仙女座υ、仙女座τ、仙女座56、三角座γ、和三角座δ；而天大將軍九就是三角座β，是星官天大將軍的第九顆星[15]。

## 外部連結
- 三角座 （页面存档备份，存于）（英文）